# Irmak Atuk
Irmak Atuk (* 24. November 1985 in Izmir) ist eine türkische Schauspielerin, Moderatorin und Model.

## Leben
Atuk kam im Jahr 1985 in Izmir zur Welt. Sie gewann im Jahr 2002 den Wettbewerb Best Model of Turkey. Zudem nahm sie an Best Model of the World teil und belegte den zweiten Platz. Seit 2003 ist sie auch als Schauspielerin zu sehen. So verkörperte sie die Rolle des Zeynep in der Serie Lise Defteri. Im Jahr 2013 nahm sie an der Reality-Show Survivor Türkiye teil. 2014 ist sie als Moderatorin von Pazar Magazin tätig.
Irmak war im Jahr 2010 mit Muhammed Nuri Ensari zusammen, drei Monate später trennte sich das Paar.

## Filmografie
- 2003: Gurbet Kadını
- 2003: Lise Defteri
- 2006–2008: Doktorlar
- 2007: Arka Sokaklar
- 2013: Survivor Türkiye